# Young Thug
Jeffery Lamar Williams (Atlanta, Georgia; 16 de agosto de 1991), conocido por su nombre artístico Young Thug, es un rapero estadounidense. Es reconocido como uno de los artistas más influyentes del hip hop y trap moderno por su particular sonido, estética y experimentación musical. Desde 2022, se encuentra privado de libertad tras ser acusado de crimen organizado.

## Biografía
Jeffery Lamar Williams nació el 16 de agosto de 1991, en Atlanta, Georgia; El segundo más joven de once niños. Él es de Sylvan Hills, un barrio en Atlanta (Zona 3), y creció en los proyectos de Jonesboro Sur. Otros raperos del vecindario incluyen Waka Flocka Flame, 2 Chainz, Ludacris y el amigo de la niñez Peewee Longway, de quien Williams vivió cuatro puertas abajo.

## Carrera musical

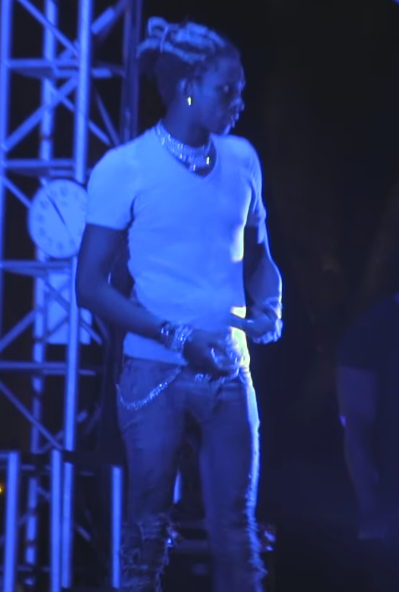
Young Thug en agosto de 2016

Después de lanzar las primeras tres entregas de su serie de mixtape I Came from Nothing a lo largo de 2011 y 2012, Young Thug llamó la atención del rapero Gucci Mane, que invitó a firmar a Young Thug a su sello 1017 Brick Squad Records, asylum / Atlantic Records, en 2013. posteriormente lanzó su primer proyecto en la etiqueta, su cuarta mezcla, 1017 Thug. El mixtape fue recibido con comentarios positivos de los críticos de la música, que lo notó por su estilo original. 1017 Thug fue incluido en una serie de listas de fin de año para 2013, como los Álbumes de Pitchfork del Año: Mención de Honor y Complejo Los 50 Mejores Álbumes de 2013. FACT lo llamó el mejor mixtape de 2013, Rolling Stone lo colocó en el número cinco en sus 10 Mejores Mixtapes de 2013. y The Guardian lo colocó entre los Cinco Mejores Mixtapes de 2013. La canción del joven Thug "Picacho", fue señalada como una de las pistas destacadas de la mixtape, aunque no fue lanzada como sencillo, la canción fue incluida en una serie de listas de fin de año 2013, como las 100 Mejores Canciones de Rolling Stone 2013, Pitchfork Las 100 mejores pistas de 2013, y Spin 50 mejores canciones de 2013.
Young Thug recibió el reconocimiento principal en 2014 con las canciones "Stoner" y "Danny Glover", además de apariciones en varios sencillos, incluyendo "About the Money" y "Lifestyle". Ese año, también firmó con 300 Entertainment de Lyor Cohen y colaboró en los mixtapes Black Portland y Rich Gang: Tha Tour Pt. 1. En 2015, lanzó una serie de mixtapes, incluyendo Barter 6 y dos entregas de su serie Slime Season. Estos fueron seguidos en 2016 por los mixtapes I'm Up, Slime Temporada 3 y Jeffery en anticipación de su álbum de debut largamente retrasado de estudio.
El 12 de julio de 2019, logra tener una participación en el álbum N.º 6 Collaborations Project, del músico, cantante, guitarrista y actor británico Ed Sheeran, en la canción "Feels" , en el que también tiene participación, el cantante, compositor y rapero británico J Hus. Además, logra tener una participación en el remix de Old Town Road, junto al rapero y cantautor Lil Nas X, el actor, cantante y compositor de música country Billy Ray Cyrus, y con la participación del cantante estadounidense que salto a la fama por su video de internet, cantando a la tirolesa la canción "Lovesick Blues" de Hank Williams en un Walmart, Mason Ramsey.

## Discografía
- 2015 Barter 6
- 2016 I'm Up
- 2016 Slime Season 3
- 2016 Jeffery
- 2017 Beautiful Thugger Girls
- 2018 Slime Languaje
- 2018 On The Rvn
- 2019 So Much Fun
- 2020 Slime & B
- 2021 Slime Lenguage 2
- 2021 Punk
- 2023 Business Is Business

## Premios y nominaciones
- 2014 BET Hip Hop Awards, Premio hecho-Usted-Mirada (al mejor estilo de Hip-Hop)
- 2014 BET Hip Hop Awards, Mejor Club Banger por Stoner
- 2015 BET Awards, Premio a los espectadores de Coca-Cola por Throw Sum Mo feat. Rae Sremmurd y Nicki Minaj